# Nielsnapen
Der Nielsnapen ist ein 2525 m hoher Berg im ostantarktischen Königin-Maud-Land. Im Gagaringebirge der Orvinfjella ragt er 5 km nördlich des Nergaardnuten auf.
Norwegische Kartographen kartierten ihn anhand von Vermessungen und Luftaufnahmen der Dritten Norwegischen Antarktisexpedition (1956–1960). Sie benannten ihn nach Niels Nergaard, wissenschaftlicher Assistent bei dieser Expedition zwischen 1956 und 1958.